# متحف شفشاون الإثنوغرافي
متحف شفشاون الإثنوغرافي هو متحف إثنوغرافي بمدينة شفشاون شمال المغرب، يتكون من قاعتين رئيسيتين يتوسطهما بهو تنتظم حوله بعض الفضاءات الجانبية، مجموعات متحفية وقطعا فنية تمثل الثقافة المادية للمدينة ومحيطها القروي، تعكس خمسة قرون من التفاعل الحضاري والثقافي بين المجموعات القبلية المحلية جبالة/غمارة والعناصر الأندلسية واليهودية التي عمرت واستوطنت المدينة منذ نشأتها في الربع الأخير من القرن الخامس عشر.
ويُعتبر متحف شفشاون الاثنوغرافي من اهم متاحف شفشاون التاريخية التي تعرض تاريخ البلاد وثقافته وهو أحد عوامل جذب الكثير من الزوّار القادمين بهدف السياحة في شفشاون.